# Não localidade
Não localidade, em mecânica quântica, se refere à propriedade de estados quânticos entrelaçados na qual dois estados entrelaçados "colapsam" simultaneamente no ato de medição de um dos componentes emaranhados, independente da separação espacial entre os dois estados. Essa "estranha ação a distância" é o conteúdo do Teorema de Bell e do paradoxo EPR.
Na física teórica, a não-localidade quântica refere-se ao fenômeno pelo qual as estatísticas de medição de um sistema quântico multipartido não admitem uma interpretação em termos de uma teoria realista local. A não localidade quântica foi verificada experimentalmente sob diferentes premissas físicas.

## Teoria de campos
Em teoria de campos, uma Lagrangiana não local é o funcional {\displaystyle {\mathcal {L}}[\phi (x)]} que contém termos que são não locais em campos {\displaystyle \ \phi (x)}, isto é, que não são polinômios ou funções de campos ou suas derivadas calculadas em um ponto do espaço de parâmetros dinâmicos (exemploː espaço-tempo). Exemplos de tais Lagragianas não locais:
{\displaystyle {\mathcal {L}}={\frac {1}{2}}(\partial _{x}\phi (x))^{2}-{\frac {1}{2}}m^{2}\phi (x)^{2}+\phi (x)\int {{\frac {\phi (y)}{(x-y)^{2}}}\,d^{n}y}}
{\displaystyle {\mathcal {L}}=-{\frac {1}{4}}{\mathcal {F}}_{\mu \nu }(1+{\frac {m^{2}}{\partial ^{2}}}){\mathcal {F}}^{\mu \nu }}
Ações obtidas de Lagragianas não locais são chamadas de ações não locais. As ações que aparecem em teorias físicas, como no Modelo Padrão, são ações locais. Ações não locais fazem parte de teorias que tentam ir além do Modelo Padrão, e também aparecem teorias de campo efetivo. Não localização de uma ação local é um aspecto essencial em alguns procedimentos de regularização.